# Gray Fox
Frank Jaeger, conocido por su nombre en código Gray Fox, es un personaje ficticio y protagonista de la serie Metal Gear de Konami. Creado por Hideo Kojima y diseñado por Yoji Shinkawa, aparece por primera vez en el juego original de 1987 de la serie, Metal Gear, y es uno de los pocos personajes que aparecen tanto en los juegos originales en 2D como en los juegos posteriores en 3D. Introducido por primera vez en el juego original como un agente de alto rango de FOXHOUND que desaparece durante una misión a Outer Heaven, es salvado por el agente de FOXHOUND, Solid Snake, pero desaparece durante el juego original y su secuela Metal Gear 2: Solid Snake durante que se revela que se puso del lado de Big Boss; finalmente es derrotado y dejado por muerto. El personaje se reintroduce en Metal Gear Solid como el Cyborg Ninja, un ser misterioso que lleva un exoesqueleto mecánico de armadura y está armado con una espada de alta frecuencia. Durante la revuelta de Liquid Snake en Shadow Moses, se enfrenta a Solid Snake en varias ocasiones, al tiempo que le brinda asesoramiento a través de CODEC como un contacto sin rostro llamado Deepthroat. Metal Gear Solid: Portable Ops, establecido veinticinco años antes que el Metal Gear original, también presenta su iteración adolescente usando el nombre en clave Null.
El personaje fue recibido positivamente por los críticos, y es considerado uno de los mejores personajes de Metal Gear; También es mencionado con frecuencia como uno de los mejores ninjas en los videojuegos.

## Apariciones
El juego original de Metal Gear presenta a Gray Fox Gray Fox (グレイ・フォックス Gurei Fokkusu?, deletreado «Grey Fox» en los juegos de MSX2) como un agente de alto rango de FOXHOUND como el nombre clave «Fox» que es la distinción más alta dentro de la unidad. Su retrato de la cara en la versión MSX2 se inspiró en el actor Tom Berenger. Antes de los eventos del juego, Fox desaparece durante una misión a Outer Heaven y su última transmisión es un mensaje críptico que simplemente dice «Metal Gear». Después de ser rescatado por Solid Snake, Fox revela al jugador la verdadera naturaleza de TX-55 Metal Gear.
Metal Gear 2: Solid Snake reveló que Gray Fox dejó FOXHOUND y desertó a Zanzibar Land. Fox pilota el modelo avanzado Metal Gear D y se enfrenta a Solid Snake varias veces, mientras ayuda secretamente a Snake como informante anónimo. El pasado de Fox se desarrolla en este juego; se revela que su identidad civil Frank Jaeger (フランク・イェーガー Furanku Yēgā?, «Frank Yeager» en la versión MSX2) tiene una relación con la antigua patinadora checa Gustava Heffner (Natasha Marcova en la versión MSX2) después de que se conocieron en Calgary y se enamoraron. Gustava intentó buscar asilo con él en Estados Unidos, pero fracasó y, como resultado, fue despojada de sus derechos de competencia. Después de este incidente, Frank desarrolló un gran resentimiento hacia sus superiores, pero no sabía que Gustava más tarde se unió al StB y se encuentra en Zanzíbar como la guardaespaldas del Dr. Kio Marv. Durante su primer encuentro contra Snake como enemigos, Fox pilotando el Metal Gear mata accidentalmente a Gustava. Después de que Snake destruye el Metal Gear, Fox desafía a Snake a una pelea a puñetazos en medio de un campo minado y aparentemente es asesinado.
Gray Fox regresa como Cyborg Ninja (サイボーグ忍者 Saibōgu Ninja?) en Metal Gear Solid después de que se le puso en un exoesqueleto mecánico de armadura y armado con una espada de alta frecuencia. Según Hideo Kojima, «el Cyborg Ninja nació del grafiti de Shin-chan». Durante la revuelta Liquid Snake de FOXHOUND en Shadow Moses, Fox una vez más desafía a Solid Snake a una pelea, mutilando a Revolver Ocelot y asustando a Otacon en el proceso. Después de la pelea, se vuelve errático y desaparece en una furia violenta. A lo largo del juego, proporciona consejos crípticos a Snake a través de CODEC como un contacto sin rostro que se hace llamar «Deepthroat». Naomi Hunter finalmente revela ser la hermana adoptiva de Fox, así como su identidad Cyborg Ninja a Snake. Más tarde, durante la batalla de Snake con Metal Gear REX, Fox destruye el radomo de REX con el uso de un cañón de riel unido a su brazo. Sin embargo, Fox es asesinado por Liquid (piloto de REX). Antes de hacerlo, cuando Liquid sostiene a Fox en las fauces de REX, el jugador tiene la opción de disparar un aguijón en la cabina abierta de REX, pero Snake se niega a disparar.
Inicialmente, Raiden pensó que el Cyborg Ninja en Metal Gear Solid 2: Sons of Liberty visto durante el incidente de Solidus Snake en Manhattan era Gray Fox antes de enterarse de que la persona en cuestión era en realidad Olga Gurlukovich.
La segunda precuela Metal Gear Solid: Portable Ops (ambientada veinticinco años antes de Metal Gear) presentaba una versión adolescente del personaje bajo el nombre en clave Null (ヌル Nuru?), un asesino enmascarado con machete. Null es sometido a un proyecto secreto de la CIA para ser el «Soldado Perfecto» y reclutado en la corrupta unidad FOX de Gene durante la toma de control de San Hieronymo. Durante el juego, Null lucha dos veces con Big Boss (Naked Snake). Durante la segunda pelea, Big Boss se dio cuenta de que Null era un niño en Mozambique que usó su inocencia como una tapadera para matar a docenas de soldados del gobierno con un solo cuchillo mientras hablaba un poco de alemán, por lo que fue considerado «Frank Jaeger» (en alemán «Frank Hunter»). Después de derrotar a Null, Big Boss envió a Null a algún lugar fuera de FOX en busca de ayuda.
En Metal Gear Solid 4: Guns of the Patriots Para-Medic revela que el asesinato de Frank Jaeger, fue parte del plan de Big Mamma para liberar a Big Boss del control de Zero.

### Otras apariciones
Hay una tarjeta del personaje Cyborg Ninja en Metal Gear Acid. Fuera de los juegos de Metal Gear, el Cyborg Ninja aparece como personaje jugador en Konami Krazy Racers y como trofeo asistente en Super Smash Bros. Brawl y Super Smash Bros. Ultimate.
McFarlane Toys lanzó una figura de Cyborg Ninja en 1998. Konami lanzó otra figura en 2004. En 2007, también se lanzó una figura de estilo bloque en la línea Kubrick. En 2011, se anunció que otra figura de Cyborg Ninja, diseñada por el propio Kojima, provenía de la línea de figuras de Metal Gear Play Arts Kai de Square Enix, y se lanzó para el 25 aniversario de la serie.
Metal Gear Rising: Revengeance presenta el exoesqueleto y la espada de Cyborg Ninja como un contenido descargable para Raiden.
En 2013, Kojima declaró estar interesado en desarrollar un juego con Gray Fox como el personaje jugable principal, aunque no asegura que suceda.

## Recepción
El personaje fue muy bien recibido por la crítica. En 2008, IGN clasificó a Gray Fox como el tercer villano de Metal Gear («si los jugadores están rescatando a Gray Fox, luchando contra él o mirando alegremente mientras destroza habitaciones enteras de soldados, Gray Fox nunca deja de impresionar») y el cuarto mejor jefe para luchar en la serie. Ese mismo año, Chad Concelmo de Destructoid también lo colocó dos veces en la lista de los diez mejores jefes de Metal Gear, como noveno (en Metal Gear 2) y séptimo (en Metal Gear Solid, haciendo «uno de los mayores regresos en la historia de los videojuegos»). En 2013, Sam Smith de Play clasificó a Gray Fox como el noveno mejor personaje de la serie, y señaló que «sigue siendo uno de los personajes más populares e icónicos de Metal Gear».
Complex puso a Cyborg Ninja en el sexto lugar de la lista de personajes que deseaban ver en Super Smash Bros. 4, y agregó: «la serie Metal Gear Solid tiene muchos otros personajes para elegir, pero creemos que Cyborg Ninja sería la selección perfecta». El regreso de Gray Fox como personaje jugable en Metal Gear Rising: Revengeance fue solicitado por varias publicaciones, incluyendo Electronic Gaming Monthly, Shacknews y ScrewAttack.
También apareció con frecuencia en las listas de los diez mejores personajes ninja ficticios en los videojuegos (y, a veces, en toda la ficción), incluidos Virgin Media, Nich Maragos y David Smith de 1UP.com en 2004 (quinto puesto), Devin Coldeway de CrunchGear en 2008 (noveno lugar), Unreality en 2009 (segundo lugar), Nintendo Power, Chris Jager de GamePro (cuarto lugar), y ScrewAttack (segundo lugar) en 2010, Becky Cunningham de Cheat Code Central en 2011 (quinto lugar), y el personal de Play en 2013 (tercero). Ian Dransfield de Play también lo presentó en la lista de los diez mejores ninjas de 2011 para consolas de PlayStation, y agregó que aunque Raiden «puede haber redimido por completo a su personaje», «nunca puede superar» a Gray Fox y en 2012 Rich Knight de Complex lo clasificó como el tercer ninja más veloz en los juegos.
En 2008, Jesse Schedeen de IGN comparó a Gray Fox con Vergil de la serie Devil May Cry como «dos guerreros formidables del mundo de los videojuegos» que ambos «encontraron sus finales desafortunados en los juegos», afirmando que Gray Fox «dejó una gran marca en la serie Metal Gear». La desaparición de Gray Fox apareció en un nota de GameSpy en 2008, sobre los ocho mejores momentos de la serie, clasificada como la novena cinemática de la serie por Jeremy M. Loss de Joystick Division, incluido en la lista de las diez muertes más deprimentes en videojuegos por Shubhankar Parijat de GamingBolt en 2011, y clasificado como la séptima muerte de personaje más «impresionante y horrible» en videojuegos por Phil Hornshaw de GameFront ese mismo año, y como el cuarto más destacado de Metal Gear por Mike Harradence de PSU.com en 2012.
Gelo Gonzales de FHM colocó a Cyborg Ninja primero en su lista de 2009 de los sicarios más memorables en los juegos, y agregó que «tiene el título del ninja más mortal de la historia». En 2012, Matt Elliott de PlayStation Official Magazine incluyó a Gray Fox entre los diez personajes más temibles de PlayStation, llamándolo «uno de los jefes más brutalmente desconcertantes de la historia, en gran parte debido a su discordante presentación de staccato, a menudo en desacuerdo con la narrativa militar lineal de la misión de Snake». Ese mismo año, Shelby Reiches de Cheat Code Central lo clasificó como el espadachín número uno en juegos, y comentó que «aunque este es más un papel que un personaje individual, el Cyborg Ninja es un recordatorio recurrente de que, con la preparación adecuada, a veces una espada puede vencer a un arma».